# 艾哈迈德·阿卜杜拉·穆罕默德·桑比
艾哈迈德·阿卜杜拉·穆罕默德·桑比（法語：Ahmed Abdallah Mohamed Sambi，1958年6月5日—），科摩罗伊斯兰领袖、政治家，2006年至2011年任科摩罗总统。
| 前任： 阿扎利·阿苏马尼 | 科摩罗总统 2006年至2011年 | 繼任： 伊基利卢·杜瓦尼纳 |